# رزیدنت ایول: کد ورونیکا (رمان)
رزیدنت ایول: کد ورونیکا ( به انگلیسی Resident Evil: Code Veronica ) عنوان ششمین کتاب از سری رمان های رزیدنت ایول است که توط اس.دی. پری به نگارش درآمده و در سال ۲۰۰۱ عرضه شده است . داستان این رمان برگرفته از بازی رزیدنت ایول کد: ورونیکا می باشد .

## شخصیت ها
کلر ردفیلد، کریس ردفیلد، آلبرت وسکر و استیو بورنساید از شخصیت های اصلی این رمان هستند .